# Grumman TBF Avenger
TBF Avenger var ett amerikanskt hangarfartygsbaserat torpedflygplan konstruerat av Grumman. Planet gick i tjänst 1942 under andra världskriget och var kvar i amerikansk tjänst till 1960. Avengerns stridsdebut var slaget vid Midway. Besättningen utgjordes av tre man: pilot, tornskytt samt en kombinerad radiooperatör, bombfällare och akterskytt. 
Planet var ursprungligen beväpnat med tre kulsprutor: en i noskåpan (7,62 mm kaliber), en bakåtriktad på buksidan (7,62 mm kaliber) och en i ett aktertorn (12,7 mm). Senare byttes kulsprutan i nosen ut mot två kulsprutor i kaliber 12,7 mm, en i vardera vinge.
Avengern kunde ta med sig en Mark 13 torped eller upp till 907 kg bomber. Bomblasten kunde bestå av en 907 kg bomb, en 453 kg bomb, fyra 226 kg bomber, 12 stycken 45 kg bomber, en 294 kg bomb, eller fyra 113 kg bomber beroende på uppdragets och målets natur. Avengern kunde även lägga ut rökridåer genom att montera en speciell tank i bombrummet. Efter en tid monterades även fästen för raketer under vingarna på en del Avengers.
Flygplanet hade vingar som efter landning snabbt kunde fällas upp från cockpit med hjälp av ett hydrauliskt system. Detta besparade däckbesättningen många timmars arbete under landningsproceduren. Landstället, stjärthjulet och vajerkroken var helt infällbara. Bränsletankarna (en i mitten, och en i vardera vinge) var både självtätande och bepansrade och rymde tillsammans 1 230 liter bränsle. En extra bränsletank om 802 liter kunde monteras i bombrummet vid behov, samt ytterligare en förbrukningsbar bränsletank som rymde mellan 220 och 378 liter. Den förbrukningsbara bränsletanken användes vanligtvis endast vid spaningsuppdrag, då en längre flygräckvidd var önskvärd.

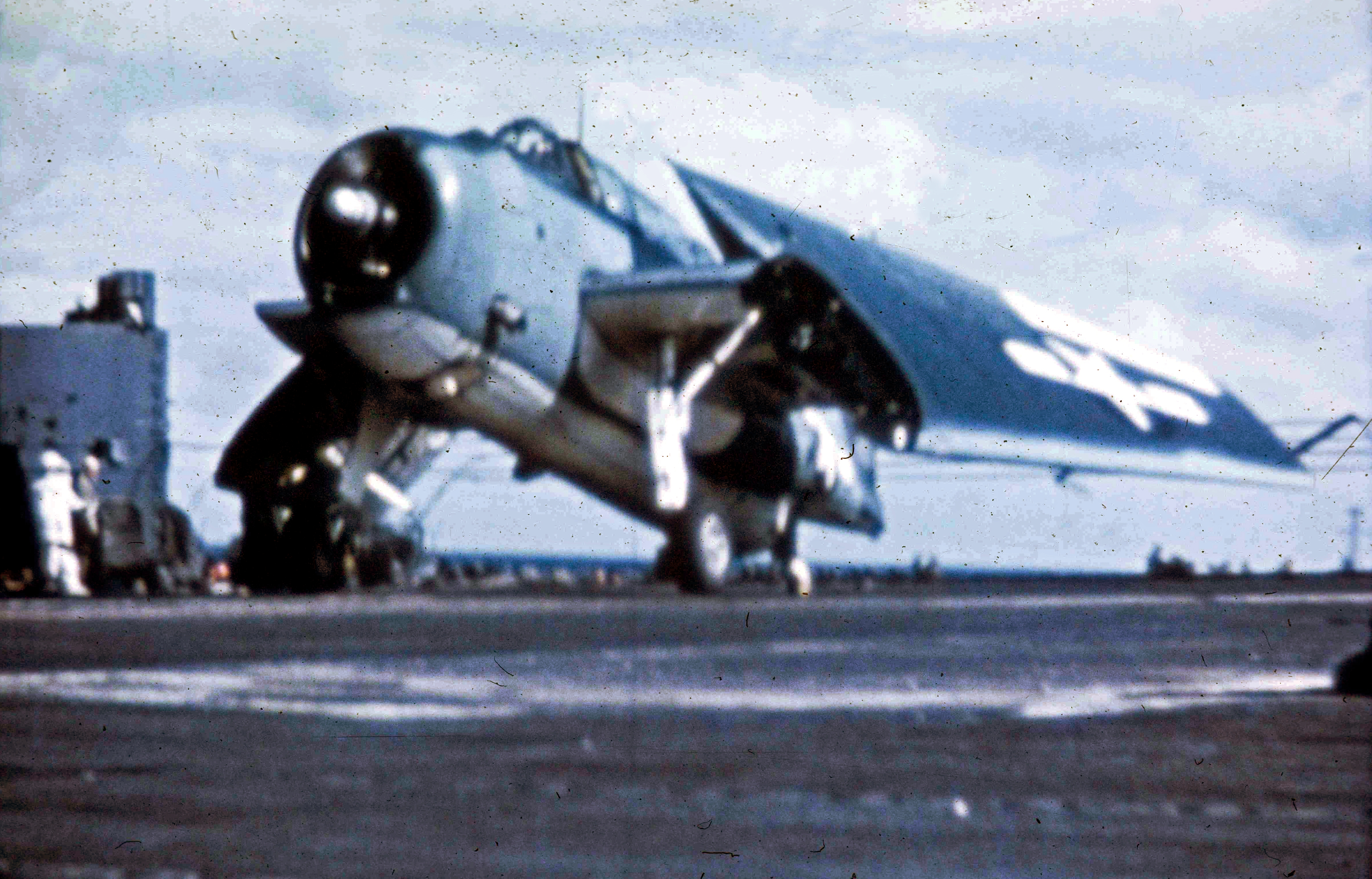
Ett Avengerplan med uppfällda vingar.

## Utveckling och tillverkning
Utvecklingen av Avengerplanet påbörjades 1939, då USA:s marindepartement bad alla amerikanska flygtillverkare att komma med förslag på ett nytt torpedflygplan som skulle ersätta den tidigare Douglas TBD Devastator (som gått i tjänst 1937). Detta eftersom flottan sökte ett torpedflygplan med längre räckvidd och högre hastighet.
Ett stort antal förslag inkom till marindepartementet, men endast två beaktades, de från Grumman och Chance Vought Company och från dessa företag beställdes två försöksmodeller vardera. Enligt marindepartementets specifikationer skulle planet även kunna tjäna som spanings- och bombflygplan. (Voughts förslag ledde till utvecklingen av Consolidated TBY Sea Wolf.)
Grummans första prototyp flög för första gången 7 augusti 1941 och fortsatte att utprovas utan incidenter till 28 november samma år, då en brand ombord förstörde planet. Den andra prototypen var dock nästan färdig vid det här laget och den provflög för första gången 20 december 1941. 7 december 1941 hade Grummanfabriken öppet hus för allmänheten som kunde beskåda det nya, ej namngivna flygplanet. Efter den japanska attacken mot Pearl Harbor samma dag, beslöt man sig för namnet Avenger ("hämnare"). Krigsutbrottet accelererade flottans orderprocess och 23 december beställdes 286 TBF Avenger. Tillverkningen påbörjades genast och efter tester på flottans marinflygstation, Anacostia levererades de första serietillverkade planen 30 januari 1942. I slutet av maj hade 85 Avengerplan levererats till flottan.
När USA förklarade Japan krig 8 december 1941, beordrade regeringen att all civil biltillverkning skulle upphöra. För General Motors del, lämnade detta tusentals anställda sysslolösa och General Motors ledning tog kontakt med marindepartement för att försöka arrangera ett kontrakt där General Motors kunde bidra till krigsinsatsen, men detta ledde ingenvart. De kontaktade sedan olika flygplanstillverkare om General Motors skulle kunna tillverka flygplansreservdelar men inte heller detta ledde någonvart. Slutligen arrangerade marindepartement ett möte mellan representanter för Grumman och General Motors. Till General Motors representanters förvåning ville Grumman inte ha reservdelar, de letade efter tillverkare som kunde göra hela flygplan. Att ställa om bilfabrikerna var ett omfattande arbete men fullföljdes snabbt, och General Motors (under namnet Eastern Aircraft Division) blev snart en stor flygplanstillverkare. General Motors-tillverkade Avenger-plan fick beteckningen "TBM Avenger". Omställningen i fabrikerna blev klar i slutet av 1942. I december 1943 levererade General Motors fabrik i Trenton-Ternstedt den tusende Avengern till USA:s flotta (man hade därutöver levererat 180 plan till Storbritannien).
Grumman tillverkade totalt 2291 TBF-1 Avengers fram till december 1943, då tillverkningen helt överläts till General Motors för att Grumman skulle kunna koncentrera sig på att tillverka jaktflygplanet Grumman F6F Hellcat istället. General Motors tillverkade totalt 2882 TBM-1 och 4661 TBM-3 Avengers (som hade en kraftigare motor).

## Varianter[7]
- TBF-1 - originalvarianten tillverkad av Grumman
- TBM-1 - originalvarianten tillverkad av General Motors
- TBF-1C - en 12,7 mm kulspruta i vardera vinge istället för kulsprutan i noskåpan, tillverkad av Grumman
- TBM-1C - en 12,7 mm kulspruta i vardera vinge istället för kulsprutan i noskåpan, tillverkad av General Motors
- TBM-3 - variant med kraftigare motor, tillverkad av General Motors